# Felice di Borbone-Parma
Felice Vincenzo Maria di Borbone-Parma (Schwarzau am Steinfeld, 28 ottobre 1893 – Fischbach, 8 aprile 1970) è stato un principe spagnolo naturalizzato lussemburghese fu principe consorte di Lussemburgo come marito di Carlotta di Lussemburgo, granduchessa dal 1919 fino alla sua abdicazione nel 1964.

## Biografia

### Giovinezza

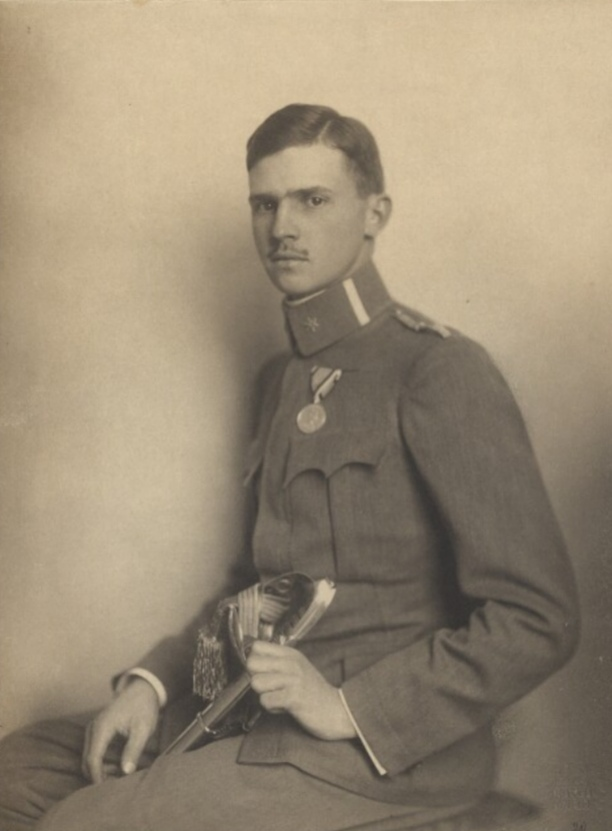
Felice di Parma nel 1916.

Felice era il diciottesimo figlio, nonché ottavo maschio, di Roberto I di Parma e della seconda moglie, Maria Antonia di Braganza; il padre era stato Duca di Parma dal 1854 al 1859, quando il ducato venne annesso ai Savoia, la madre invece era l'ultima figlia del re Michele I del Portogallo. Fra i vari fratelli di Felice vi erano la Principessa Maria Luisa di Bulgaria, l'Imperatrice Zita d'Austria e Luigi, sposato nel 1939 con Maria Francesca di Savoia. Il principe parmense era primo cugino della regina Elisabetta del Belgio, di Pietro Ferdinando di Toscana, Elisabetta Amelia di Liechtenstein e del Duca di Madrid.
Felice frequentò un collegio in Austria e poi in Inghilterra, dove si laureò nel 1913. Con lo scoppio della Prima guerra mondiale, si arruolò nell'Esercito austro-ungarico. Durante la Battaglia di Caporetto, il Principe accompagnò il cognato l'Imperatore Carlo I d'Austria che, ritornando da un viaggio a Trieste, domenica 11 novembre 1917 visitò le truppe austriache di stanza a Cervignano impegnate sul fronte italiano; durante l'attraversata del torrente Torre presso Villesse (Gorizia), l'auto su cui viaggiava il rimase bloccata e così l'autista e l'aiutante di campo cercarono di disincagliarla ma furono intrappolati dalla corrente e vedendo ciò, Felice, aiutato da diversi autisti, si gettò in acqua e salvò questi e riuscì a riportare l'Imperatore a riva. Il Principe prestò servizio nei dragoni austriaci come tenente e capitano, per poi dimettersi dal suo incarico nel novembre 1918, quando l'Austria-Ungheria si sciolse.

### Matrimonio

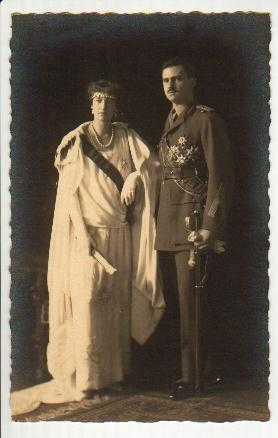
Felice e Carlotta di Lussemburgo.

Il 6 novembre 1919, Felice di Parma sposò la Granduchessa Carlotta del Lussemburgo, sua prima cugina per via materna. Lo stesso giorno delle nozze, Felice fu nominato dalla sposa quale Principe di Lussemburgo, con decreto granducale, assumendo poi il titolo di Principe consorte di Lussemburgo. A differenza di alcuni consorti europei, come il Principe Filippo, Felice né adottò il cognome dinastico della moglie, ovvero Nassau, né rinunciò al proprio titolo e nome di Principe di Borbone-Parma; tutt'oggi, grazie a Felice, la famiglia granducale gode del trattamento di Altezza Reale. Felice e Carlotta si stabilirono nel Castello di Berg. La coppia ebbe sei figli:
- Giovanni
- Elisabetta
- Maria Adelaide
- Maria Gabriella
- Carlo
- Alice

### Principe di Lussemburgo

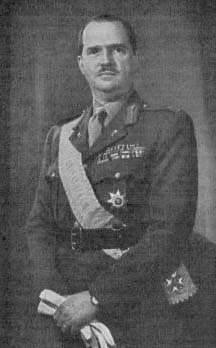
Felice, principe consorte.

Felice divenne colonnello onorario delle Compagnie des Volontaires, Compagnia dei volontari, per poi ricoprire la carica di Presidente della Croce Rossa lussemburghese dal 1923 al 1932, poi dal 1947 al 1969. Dal 1937 al 1951 e dal 1961 al 1969 fu membro del Consiglio di Stato. Diversi avvenimenti internazionali, spinsero il principe Félix a iniziare a pianificare un possibile esilio della famiglia granducale, nel 1939. Stabilì i primi contatti con il presidente Roosevelt. In consultazione con il ministro degli Esteri Joseph Bech, preparò l'istituzione di una legazione lussemburghese a Washington. Con l'invasione nazista, il 10 maggio 1940 Felice seguì la Carlotta ed il Governo in esilio attraverso Francia, Spagna e poi Portogallo. A luglio, il Principe andò negli Stati Uniti con i suoi sei figli. La Granduchessa li raggiunse a ottobre prima che la famiglia si trasferisse a Montreal, in Canada, a dicembre, dove i principi e le principesse rimasero e continuarono i loro studi. Ad agosto 1941, Carlotta e Félix volarono a Londra e vi si stabilirono per tutta la durata della guerra. I buoni rapporti con gli Stati Uniti furono consolidati, anche attraverso diversi ricevimenti organizzati dal Presidente Roosevelt alla Casa Bianca nel 1942. Nel 1942, il Principe Félix ed il Principe ereditario, il figlio Giovanni, decisero di arruolarsi nell'Esercito britannico come volontari per combattere con gli Alleati, per liberare il Lussemburgo. Dal novembre 1942 in poi, il Principe Félix prestò servizio nel Northern Command dell'Esercito britannico. 

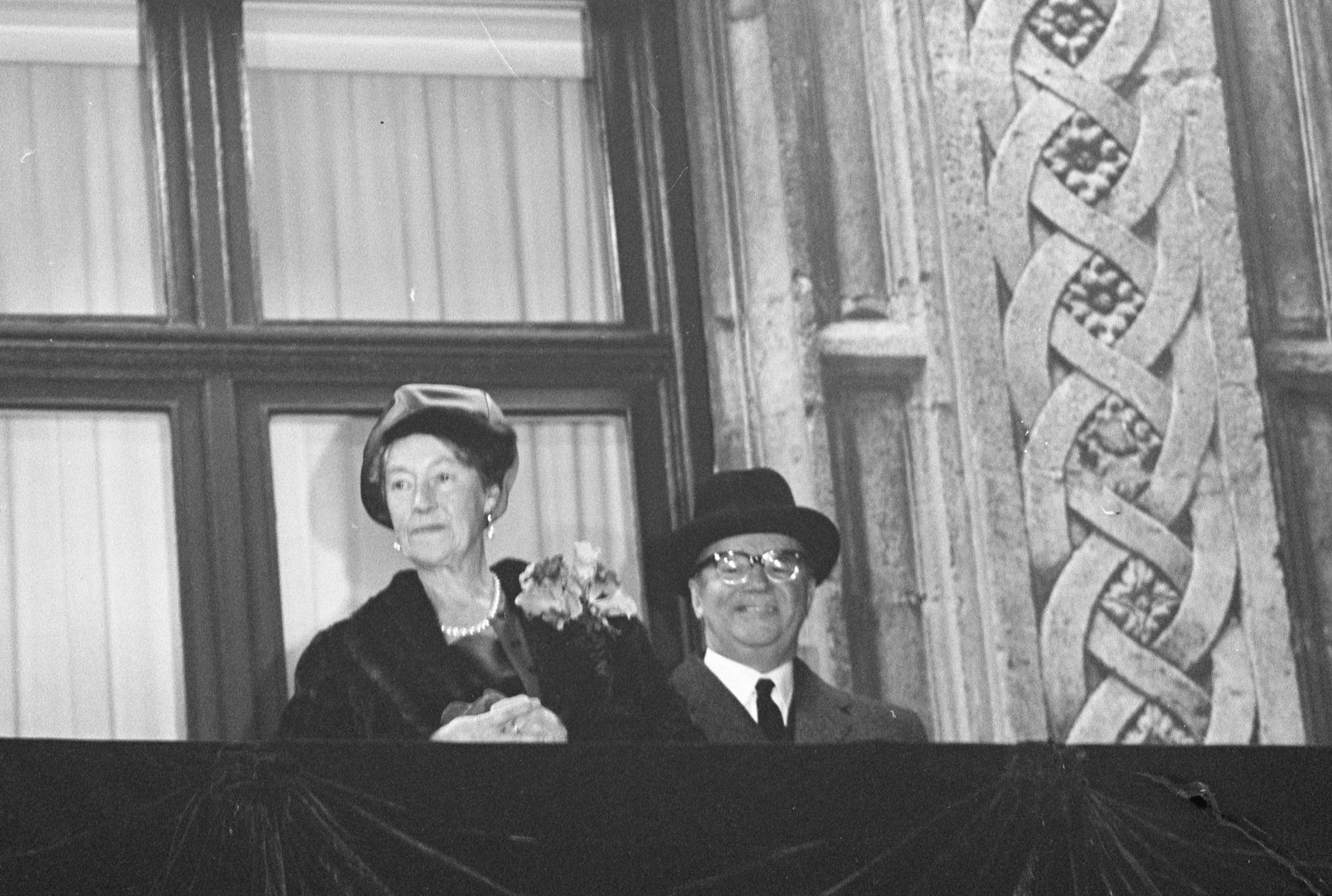
Felice e Carlotta sul balcone del Palazzo Granducale, nel 1964.

Nel maggio 1944, fu nominato capo della missione militare del Lussemburgo presso il Quartier generale supremo delle Forze di spedizione alleate. Dopo lo sbarco alleato in Normandia, Felice prese parte alla liberazione di Parigi e il 10 settembre 1944 alla liberazione della città di Lussemburgo. Durante la battaglia delle Ardenne, rimase in Lussemburgo e aiutò gli Alleati nella difesa del paese. Il 14 aprile 1945, accompagnò la Granduchessa nel suo ritorno trionfale in Lussemburgo. La famiglia granducale si trasferì al Castello di Fischbach. Al principe Félix furono affidati i compiti di iIspettore generale del nuovo Esercito lussemburghese dal 1945 al 1967. Dal 1947 in poi, accompagnò la moglie in numerose visite ufficiali all'estero, le ultime delle quali furono una negli Stati Uniti ed un'altra a Parigi nel 1963.

### Morte

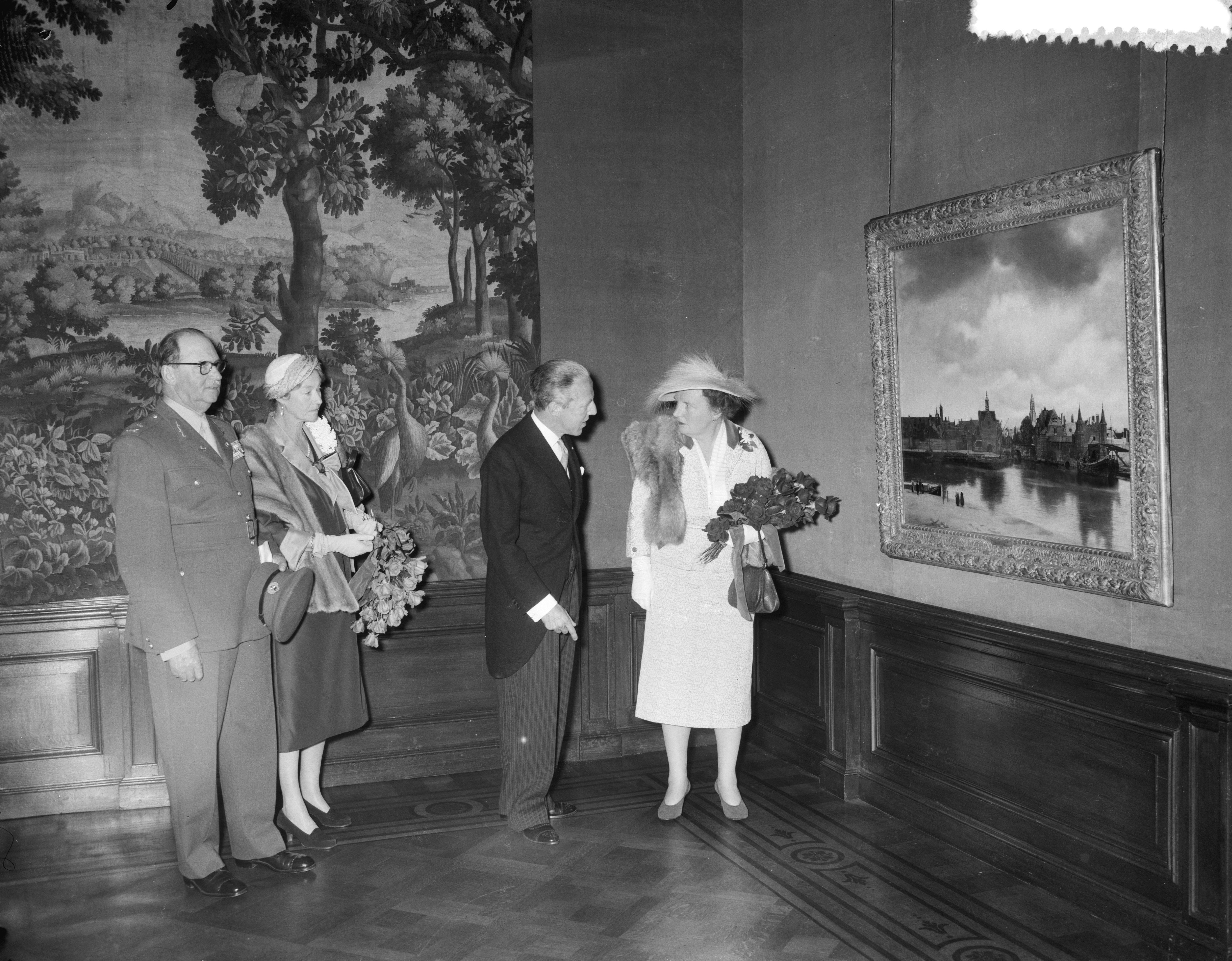
Felice, Carlotta e la regina Giuliana dei Paesi Bassi, nel 1956.

Nel 1964 Carlotta abdicò in favore del primogenito Giovanni. La coppia reale si ritirò al Castello di Fischbach. In occasione del loro anniversario di nozze d'oro nel 1969, l'intero paese prese parte a tale celebrazione. Felice morì l'8 aprile 1970, venendo sepolto nella Cripta granducale della Cattedrale di Notre-Dame di Lussemburgo e rimane nella memoria della popolazione lussemburghese come uno dei più fedeli servitori del paese e della dinastia.

## Discendenza
Dal matrimonio tra Felice e Carlotta di Lussemburgo nacquero sei figli:
- Giovanni (1921 - 2019), Granduca di Lussemburgo
- Elisabetta (1922 - 2011), Duchessa di Hohenberg
- Maria Adelaide (1924 - 2007), Contessa Henckel von Donnersmarck
- Maria Gabriella (1925 - 2023), Contessa di Holstein-Ledreborg
- Carlo (1927 - 1977), Principe di Lussemburgo
- Alice (1929 - 2019), Principessa de Ligne

## Ascendenza
|                                           |                            |                                             | Genitori                                       |  |  | Nonni |  |  | Bisnonni                  |  |  | Trisnonni             |  |
|                                           |                            |                                             |                                                |  |  |       |  |  | Carlo Ludovico di Borbone |  |  | Ludovico I di Etruria |  |
|                                           |                            |                                             |                                                |  |  |       |  |  | Carlo Ludovico di Borbone |  |  | Ludovico I di Etruria |  |
|                                           |                            | Maria Luisa di Borbone-Spagna               |                                                |  |  |       |  |  | Carlo Ludovico di Borbone |  |  |                       |  |
| Carlo III di Parma                        |                            |                                             |                                                |  |  |       |  |  | Carlo Ludovico di Borbone |  |  |                       |  |
|                                           |                            | Maria Teresa di Savoia                      | Vittorio Emanuele I di Savoia                  |  |  |       |  |  |                           |  |  |                       |  |
|                                           |                            | Maria Teresa di Savoia                      | Vittorio Emanuele I di Savoia                  |  |  |       |  |  |                           |  |  |                       |  |
|                                           |                            | Maria Teresa di Savoia                      | Maria Teresa d'Austria-Este                    |  |  |       |  |  |                           |  |  |                       |  |
| Roberto I di Parma                        |                            | Maria Teresa di Savoia                      |                                                |  |  |       |  |  |                           |  |  |                       |  |
|                                           |                            | Carlo di Borbone-Francia                    | Carlo X di Francia                             |  |  |       |  |  |                           |  |  |                       |  |
|                                           |                            | Carlo di Borbone-Francia                    | Carlo X di Francia                             |  |  |       |  |  |                           |  |  |                       |  |
|                                           |                            | Carlo di Borbone-Francia                    | Maria Teresa di Savoia                         |  |  |       |  |  |                           |  |  |                       |  |
| Luisa Maria di Borbone-Francia            |                            | Carlo di Borbone-Francia                    |                                                |  |  |       |  |  |                           |  |  |                       |  |
|                                           |                            | Carolina di Borbone-Due Sicilie             | Francesco I delle Due Sicilie                  |  |  |       |  |  |                           |  |  |                       |  |
|                                           |                            | Carolina di Borbone-Due Sicilie             | Francesco I delle Due Sicilie                  |  |  |       |  |  |                           |  |  |                       |  |
|                                           |                            | Carolina di Borbone-Due Sicilie             | Maria Clementina d'Asburgo                     |  |  |       |  |  |                           |  |  |                       |  |
| Felice di Borbone-Parma                   |                            | Carolina di Borbone-Due Sicilie             |                                                |  |  |       |  |  |                           |  |  |                       |  |
|                                           | Giovanni VI del Portogallo | Pietro III del Portogallo                   |                                                |  |  |       |  |  |                           |  |  |                       |  |
|                                           | Giovanni VI del Portogallo | Pietro III del Portogallo                   |                                                |  |  |       |  |  |                           |  |  |                       |  |
|                                           | Giovanni VI del Portogallo | Maria I del Portogallo                      |                                                |  |  |       |  |  |                           |  |  |                       |  |
| Michele del Portogallo                    | Giovanni VI del Portogallo |                                             |                                                |  |  |       |  |  |                           |  |  |                       |  |
|                                           |                            | Carlotta Gioacchina di Borbone-Spagna       | Carlo IV di Spagna                             |  |  |       |  |  |                           |  |  |                       |  |
|                                           |                            | Carlotta Gioacchina di Borbone-Spagna       | Carlo IV di Spagna                             |  |  |       |  |  |                           |  |  |                       |  |
|                                           |                            | Carlotta Gioacchina di Borbone-Spagna       | Maria Luisa di Borbone-Parma                   |  |  |       |  |  |                           |  |  |                       |  |
| Maria Antonia di Braganza                 |                            | Carlotta Gioacchina di Borbone-Spagna       |                                                |  |  |       |  |  |                           |  |  |                       |  |
|                                           |                            | Costantino di Löwenstein-Wertheim-Rosenberg | Carlo Tommaso di Löwenstein-Wertheim-Rosenberg |  |  |       |  |  |                           |  |  |                       |  |
|                                           |                            | Costantino di Löwenstein-Wertheim-Rosenberg | Carlo Tommaso di Löwenstein-Wertheim-Rosenberg |  |  |       |  |  |                           |  |  |                       |  |
|                                           |                            | Costantino di Löwenstein-Wertheim-Rosenberg | Sofia di Windisch-Grätz                        |  |  |       |  |  |                           |  |  |                       |  |
| Adelaide di Löwenstein-Wertheim-Rosenberg |                            | Costantino di Löwenstein-Wertheim-Rosenberg |                                                |  |  |       |  |  |                           |  |  |                       |  |
|                                           |                            | Agnese di Hohenlohe-Langenburg              | Carlo Ludovico I di Hohenlohe-Langenburg       |  |  |       |  |  |                           |  |  |                       |  |
|                                           |                            | Agnese di Hohenlohe-Langenburg              | Carlo Ludovico I di Hohenlohe-Langenburg       |  |  |       |  |  |                           |  |  |                       |  |
|                                           |                            | Agnese di Hohenlohe-Langenburg              | Amalia Enrichetta di Solms-Baruth              |  |  |       |  |  |                           |  |  |                       |  |
|                                           |                            | Agnese di Hohenlohe-Langenburg              |                                                |  |  |       |  |  |                           |  |  |                       |  |